# ウイリアム・ジオーク
ウィリアム・フランシス・ジオーク(William Francis Giauque,1895年5月12日 – 1982年3月28日) はカナダのオンタリオ州ナイアガラフォールズ出身の化学者。1949年のノーベル化学賞受賞者。

## 生涯
両親はアメリカ人であり、彼が生まれた後にアメリカへと戻り、ミシガン州の小学校に入学した。しかし、父が1908年に死ぬと故郷へと戻り大学へと進学した。卒業後は専攻した電気工学が生かせるほか財政的な理由もあって、仕事をナイアガラの滝近辺の発電所で探したものの結局失敗した。しかしながら、フッカー電気化学社の研究所に就職することができた。彼はこの仕事を得ることで、化学技術者となることを決心した。
二年働いた後の1920年、カリフォルニア大学バークレー校のケミカル・カレッジに入学し、1922年には化学と物理の博士号を得た。大学では当初化学工学に関する研究をしようとしていたが、教官であるギルバート・ルイスの研究内容に関心を持って研究するようになった。その後、同校の化学の助手となり、1934年には化学の正教授となり、1962年にその職を辞すまで続けた。
絶対零度におけるヘリウムの研究はギブソン教授がグリセリンの結晶とガラスのエントロピーの関係について研究していたのに影響を受け、熱力学第三法則に興味を持ったことに端を発する。彼は1K以下で実験を行い、温度を観察することで、熱力学の第三法則の研究を行った。1Kまで温度を下げるのは並大抵のことではなかったが、磁気冷却装置を開発して運用することで画期的な低温を作り出すことに成功している。また、低温で凝縮された気体の上で様々なエントロピーを調べ、量子統計や分子エネルギー準位から、多くの熱力学の特性とエントロピーとを求めた。酸素のエントロピーをヘリック・ジョンストン博士と調べた際に、酸素には同位体が存在することが判明した。これによって物質の理解が一段と進んだ。1937年エリオット・クレッソン・メダル、1951年ウィラード・ギブズ賞受賞。
1932年に結婚、1982年、カリフォルニア州バークレーで没。